# Echinodorus floribundus
Echinodorus floribundus là một loài thực vật có hoa trong họ Alismataceae. Loài này được (Seub.) Seub. mô tả khoa học đầu tiên năm 1872.